# 伦纳特·芒努松
伦纳特·芒努松（瑞典語：Lennart Magnusson，1924年1月1日—2011年9月2日），生于斯德哥尔摩，瑞典男子击剑运动员。他曾代表瑞典参加1952年夏季奥林匹克运动会击剑比赛，获得男子团体重剑银牌。